# Vito Vičar
Vito Vičar je slovenski glasbenik, rojen 1990 na Ptuju. 
Osnovno glasbeno šolo je končal na klavirju. V nadaljnjem šolanju in glasbenem ustvarjanju je postala kitara njegov osnovni instrument.    
Njegova vsestranskost se kaže v sodelovanju z mnogimi jazz, funk in blues zasedbami z avtorska glasbo, priredbami in tribute projekti (Jazz Robots, Nutrio, Big Band Ptuj, Rob Bargad 8tet, Dat Phunk, M.C.&The Boonker, Tribute to Tower of Power. Jimi Hendrix Tribute, The Funkiest Band In Land, Earth Wind and Fire tribute, Tribute To Stevie Wonder, Michael Jackson Tribute, Blaž Švagan Jazz Kvintet ...)
Na deželnem konservatoriju v Celovcu je pri prof. Agostino Di Giorgiu študiral in diplomiral umetniško in pedagoško smer študija. Kot profesor jazz in klasične kitare je učil na več glasbenih šolah v SLO in tujini. Trenutno živi in ustvarja na Nizozemskem, kjer je v letu 2019 z odliko magistriral na Kraljevem Konservatoriju v Haagu.
S skupinami VitoPol, Vito Vicar Quartet, Vito Vicar 4tet in drugimi je nastopil na več jazz festivalih po Europi - Cutting Edge Jazzfestival, Piet Wezepoel Jazz Festival, itd. Sodeluje v več skupinah z avtorsko jazz glasbo, nastopa v duetu s klasićno glasbo, koncertira na Nizozemskem, Hrvaškem, Sloveniji in na Švedskem.
1. ↑  »Cutting Edge Jazzfestival - VitoPol«. ProJazz (v nizozemščini). 27. junij 2017. Pridobljeno 3. februarja 2019.